# Inside of Emptiness
Inside of Emptiness – solowy album Johna Frusciante – amerykańskiego muzyka, członka zespołu Red Hot Chili Peppers. Czwarty z tzw. sześciu płyt w sześć miesięcy.
Nagrany jedynie w 6 dni (8-13 marca 2004). Wydany w październiku 2004 roku. Samodzielna praca artysty (niewielkiej pomocy udziela mu tylko jego przyjaciel Josh Klinghoffer oraz Omar Rodriguez w utworze 666). Album inspirowany brzmieniem wczesnego rock n' rolla oraz twórczością mało znanej grupy Empire.

## Lista utworów
1. "What I Saw" – 4:00
2. "The World's Edge" – 2:34
3. "Inside a Break" – 3:07
4. "A Firm Kick" – 4:33
5. "Look On" – 6:10
6. "Emptiness" – 3:34
7. "I'm Around" – 3:49
8. "666" – 4:53
9. "Interior Two" – 2:27
10. "Scratches" – 4:19